# Archilestes regalis
Archilestes regalis är en trollsländeart som beskrevs av Howard Kay Gloyd 1944. Archilestes regalis ingår i släktet Archilestes och familjen glansflicksländor. Inga underarter finns listade i Catalogue of Life.